# Рик, Николай Семёнович
Никола́й Семёнович Рик (ок. 1825 — 1888) — русский генерал, участник русско-турецкой войны 1877—1878 годов.

## Биография
Происходил из дворян Иркутской губернии, родился в Иркутске около 1825 года, воспитывался в дворянском отделении, устроенном в селе Грузине, и по окончании этого отделения в 1844 г. поступил унтер-офицером в Кременчугский пехотный полк, где в звании нижнего чина прослужил четыре года и только 12 марта 1848 года был произведён в прапорщики с переводом в Софийский пехотный полк; здесь он пробыл несколько лет, а затем был переведён в пешие батальоны Забайкальского казачьего войска, но вскоре был отправлен в Санкт-Петербург, в Офицерскую стрелковую школу.
По окончании школы с отличием, он был произведён в следующий чин и в том же 1859 году переведён в лейб-гвардии Царскосельский батальон поручиком, но менее чем через год, снова был отправлен на службу в Сибирь и назначен командиром одного из пеших батальонов Забайкальского казачьего войска, а через несколько лет — командиром Иркутского губернского батальона.
В это время, в 1866 году, ему пришлось принимать участие в подавлении известного вооруженного сопротивления ссыльных на Круго-Байкальской дороге. Благодаря его энергичным распоряжениям, дальнейшее движение ссыльных было остановлено, а затем были рассеяны и захвачены успевшие уже сформироваться шайки восставших и Рик был награждён орденом св. Станислава 2-й степени.
В 1871 году, за отличие по службе, Рик был произведен в полковники и в 1872 году получил орден св. Анны 2-й степени, а в 1874 году — орден св. Владимира 4-й степени. Вслед за этим в мае 1875 года назначен командиром 41-го пехотного Селенгинского полка.
Во главе своего полка Рик совершил последнюю русско-турецкую войну 1877—1878 гг.
Во время этой войны, находясь в составе Рущукского отряда, ему приходилось принимать участие во многих делах. Селенгинский полк, предводимый Риком, немало поработал для благоприятного исхода войны.
За свои боевые отличия в этой кампании Рик получил золотую саблю с надписью «За храбрость» (1880 г.) и орден св. Владимира 3-й степени с мечами (1878 г.).
После Турецкой кампании он ещё около восьми лет командовал полком, 22 октября 1885 года был произведён в генерал-майоры и вскоре после того назначен начальником 2-й бригады 19-й пехотной дивизии, продолжая в то же время числиться в списках Селенгинского полка. 2-й бригадой он командовал до самой своей смерти, последовавшей 9 июля 1888 года в Майкопе, Кубанской области.